# Гармонический ряд
Гармони́ческий ряд — сумма, составленная из бесконечного количества членов, обратных последовательным числам натурального ряда:
{\displaystyle \sum _{k=1}^{\mathcal {\infty }}{\frac {1}{k}}=1+{\frac {1}{2}}+{\frac {1}{3}}+{\frac {1}{4}}+\cdots +{\frac {1}{k}}+\cdots }.
Ряд назван гармоническим, так как складывается из «гармоник»: {\displaystyle k}-я гармоника, извлекаемая из скрипичной струны, — это основной тон, производимый струной длиной {\displaystyle {\frac {1}{k}}} от длины исходной струны. Кроме того, каждый член ряда, начиная со второго, представляет собой среднее гармоническое двух соседних членов.

## Суммы первыхnчленов ряда (частичные суммы)
Отдельные члены ряда стремятся к нулю, но его сумма бесконечна (ряд расходится).
Частичная сумма n первых членов  гармонического ряда называется n-м гармоническим числом:
{\displaystyle H_{n}=\sum _{k=1}^{n}{\frac {1}{k}}=1+{\frac {1}{2}}+{\frac {1}{3}}+{\frac {1}{4}}+\cdots +{\frac {1}{n}}}
Разность между {\displaystyle n}-м гармоническим числом и натуральным логарифмом {\displaystyle n} сходится к постоянной Эйлера — Маскерони {\displaystyle \gamma =0{,}5772...}.
Разность между различными гармоническими числами никогда не равна целому числу и никакое гармоническое число, кроме {\displaystyle H_{1}=1}, не является целым: {\displaystyle \forall n>1\;\;\;\;\sum _{k=1}^{n}{\frac {1}{k}}\notin \mathbb {N} }.

### Некоторые значения частичных сумм
| {\displaystyle n}      | Гармонический ряд                    | Гармонический ряд                         | Приближение {\displaystyle }     | Приближение {\displaystyle }     |
| {\displaystyle n}      | {\displaystyle H_{n}} (дробь)        | {\displaystyle H_{n}} (десятичная запись) | {\displaystyle \ln n}            | {\displaystyle \ln n+\gamma }    |
| ---------------------- | ------------------------------------ | ----------------------------------------- | -------------------------------- | -------------------------------- |
| 1                      | {\displaystyle 1}                    | {\displaystyle 1}                         | {\displaystyle 0}                | {\displaystyle 0,57721...}       |
| 2                      | {\displaystyle {\frac {3}{2}}}       | {\displaystyle 1,5}                       | {\displaystyle \approx 0,69315}  | {\displaystyle \approx 1,27036}  |
| 3                      | {\displaystyle {\frac {11}{6}}}      | {\displaystyle \approx 1,83333}           | {\displaystyle \approx 1,09861}  | {\displaystyle \approx 1,67583}  |
| 4                      | {\displaystyle {\frac {25}{12}}}     | {\displaystyle \approx 2,08333}           | {\displaystyle \approx 1,38629}  | {\displaystyle \approx 1,96351}  |
| 5                      | {\displaystyle {\frac {137}{60}}}    | {\displaystyle \approx 2,28333}           | {\displaystyle \approx 1,60944}  | {\displaystyle \approx 2,18665}  |
| 6                      | {\displaystyle {\frac {49}{20}}}     | {\displaystyle 2,45}                      | {\displaystyle \approx 1,79176}  | {\displaystyle \approx 2,36898}  |
| 7                      | {\displaystyle {\frac {363}{140}}}   | {\displaystyle \approx 2,59285}           | {\displaystyle \approx 1,94591}  | {\displaystyle \approx 2,52313}  |
| 8                      | {\displaystyle {\frac {761}{280}}}   | {\displaystyle \approx 2,71786}           | {\displaystyle \approx 2,07944}  | {\displaystyle \approx 2,65666}  |
| 9                      | {\displaystyle {\frac {7129}{2520}}} | {\displaystyle \approx 2,82897}           | {\displaystyle \approx 2,19722}  | {\displaystyle \approx 2,77444}  |
| 10                     | {\displaystyle {\frac {7381}{2520}}} | {\displaystyle \approx 2,92897}           | {\displaystyle \approx 2,30258}  | {\displaystyle \approx 2,8798}   |
| 100                    |                                      | {\displaystyle \approx 5,18737}           | {\displaystyle \approx 4,60517}  | {\displaystyle \approx 5,18238}  |
| 10{\displaystyle ^{3}} |                                      | {\displaystyle \approx 7.48547}           | {\displaystyle \approx 6,90776}  | {\displaystyle \approx 7,48497}  |
| 10{\displaystyle ^{6}} |                                      | {\displaystyle \approx 14,39273}          | {\displaystyle \approx 13,81551} | {\displaystyle \approx 14,39273} |

### Формула Эйлера
В 1740 году Эйлером было получено асимптотическое выражение для суммы первых {\displaystyle n} членов ряда:
{\displaystyle H_{n}=\ln n+\gamma +\varepsilon _{n}},
где {\displaystyle \gamma =0{,}5772...} — постоянная Эйлера — Маскерони, а {\displaystyle \ln } — натуральный логарифм.
При {\displaystyle n\rightarrow \infty } значение {\displaystyle \varepsilon _{n}\rightarrow 0,} следовательно, для больших {\displaystyle n}
{\displaystyle H_{n}\approx \ln n+\gamma } — формула Эйлера для суммы первых {\displaystyle n} членов гармонического ряда.
| {\displaystyle n} | {\displaystyle H_{n}=\sum _{k=1}^{n}{\frac {1}{k}}} | {\displaystyle \ln n+\gamma } | {\displaystyle \varepsilon _{n}}, (%) |
| 10                | 2,93                                                | 2,88                          | 1,7                                   |
| 25                | 3,82                                                | 3,80                          | 0,5                                   |

Более точная асимптотическая формула для частичной суммы гармонического ряда:
{\displaystyle H_{n}\asymp \ln n+\gamma +{\frac {1}{2n}}-{\frac {1}{12n^{2}}}+{\frac {1}{120n^{4}}}-{\frac {1}{252n^{6}}}\dots =\ln n+\gamma +{\frac {1}{2n}}-\sum _{k=1}^{\infty }{\frac {B_{2k}}{2k\,n^{2k}}},} где {\displaystyle B_{2k}} — числа Бернулли.
Данный ряд расходится, однако ошибка вычислений по нему никогда не превышает половины первого отброшенного члена.

## Расходимость ряда
Гармонический ряд расходится: {\displaystyle s_{n}\rightarrow \infty } при {\displaystyle n\rightarrow \infty ,} однако очень медленно (для того, чтобы частичная сумма превысила 100, необходимо около 1.5*1043 элементов ряда).
Расходимость гармонического ряда можно продемонстрировать, сравнив его со следующим телескопическим рядом, который получается из логарифмирования {\displaystyle \left(1+{\frac {1}{n}}\right)^{n}<e}:
{\displaystyle v_{n}=\ln(n+1)-\ln n=\ln \left(1+{\frac {1}{n}}\right)<{\frac {1}{n}}.}
Частичная сумма этого ряда, очевидно, равна {\displaystyle \sum _{i=1}^{n}v_{i}=\ln(n+1).} Последовательность таких частичных сумм расходится; следовательно, по определению телескопический ряд расходится, но тогда из признака сравнения рядов следует, что гармонический ряд тоже расходится.

### Доказательство через предел последовательности частичных сумм[3]
Рассмотрим последовательность {\displaystyle H_{n}=\sum _{k=1}^{n}{\frac {1}{k}}=1+{\frac {1}{2}}+{\frac {1}{3}}+{\frac {1}{4}}+\cdots +{\frac {1}{n}}.} Покажем, что эта последовательность не является фундаментальной, то есть, что {\displaystyle \exists \varepsilon >0:\forall k\in \mathbb {N} \ \exists n>k,\exists p\in \mathbb {N} :\left\vert H_{n+p}-H_{n}\right\vert \geq \varepsilon .} Оценим разность {\displaystyle \left\vert H_{n+p}-H_{n}\right\vert ={\frac {1}{n+1}}+\cdots +{\frac {1}{n+p}}\geq {\frac {1}{n+p}}+\cdots +{\frac {1}{n+p}}={\frac {p}{n+p}}.} Пусть {\displaystyle p\doteq n.} Тогда {\displaystyle \forall n\in \mathbb {N} :\left\vert H_{2n}-H_{n}\right\vert \geq {\frac {1}{2}}.} Следовательно, данная последовательность не является фундаментальной и по критерию Коши расходится. Тогда по определению ряд также расходится.

### Доказательство Орема
Доказательство расходимости можно построить, если сравнить гармонический ряд с другим расходящимся рядом, в котором знаменатели дополнены до степени двойки. Этот ряд группируется, и получается третий ряд, который расходится:
{\displaystyle {\begin{aligned}\sum _{k=1}^{\infty }{\frac {1}{k}}&{}=1+\left[{\frac {1}{2}}\right]+\left[{\frac {1}{3}}+{\frac {1}{4}}\right]+\left[{\frac {1}{5}}+{\frac {1}{6}}+{\frac {1}{7}}+{\frac {1}{8}}\right]+\left[{\frac {1}{9}}+\cdots \right]+\cdots \\&{}>1+\left[{\frac {1}{2}}\right]+\left[{\frac {1}{4}}+{\frac {1}{4}}\right]+\left[{\frac {1}{8}}+{\frac {1}{8}}+{\frac {1}{8}}+{\frac {1}{8}}\right]+\left[{\frac {1}{16}}+\cdots \right]+\cdots \\&{}=1+\ {\frac {1}{2}}\ \ \ +\quad {\frac {1}{2}}\ \quad +\ \qquad \quad {\frac {1}{2}}\qquad \ \quad \ +\quad \ \ {\frac {1}{2}}\ \quad +\ \cdots .\end{aligned}}}
(Группировка сходящихся рядов всегда дает сходящийся ряд, а значит если после группировки получился ряд расходящийся, то и исходный тоже расходится.)
Это доказательство принадлежит средневековому учёному Николаю Орему (ок. 1350).

## Связанные ряды

### Обобщённый гармонический ряд
Обобщённым гармоническим рядом (частный случай ряда Дирихле) называют ряд
{\displaystyle \sum _{k=1}^{\infty }{\frac {1}{k^{\alpha }}}=1+{\frac {1}{2^{\alpha }}}+{\frac {1}{3^{\alpha }}}+{\frac {1}{4^{\alpha }}}+\cdots +{\frac {1}{k^{\alpha }}}+\cdots }.
Этот ряд расходится при {\displaystyle \alpha \leqslant 1} и сходится при {\displaystyle \alpha >1}.
Сумма обобщённого гармонического ряда порядка {\displaystyle \alpha } равна значению дзета-функции Римана:
{\displaystyle \sum _{k=1}^{\infty }{\frac {1}{k^{\alpha }}}=\zeta (\alpha )}
Для целых чётных показателей это значение явно выражается через число пи — например, сумма ряда обратных квадратов {\displaystyle \zeta (2)={\frac {\pi ^{2}}{6}}}. Но уже для α=3 его значение (константа Апери) аналитически неизвестно.
Другой иллюстрацией расходимости гармонического ряда может служить соотношение {\displaystyle \zeta (1+{\frac {1}{n}})\sim n.}

### Знакопеременный ряд

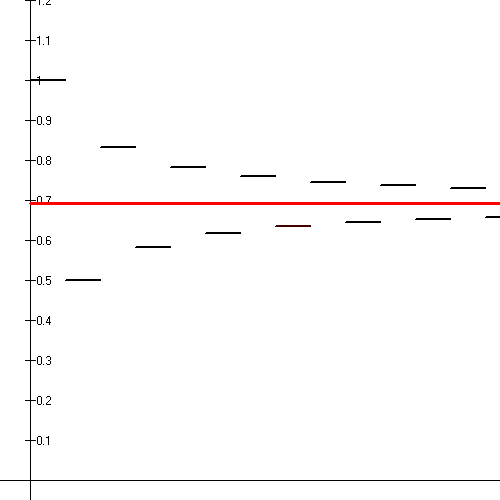
Первые 14 частичных сумм знакочередующегося гармонического ряда (чёрные отрезки), показывающие сходимость к натуральному логарифму от 2 (красная линия)

В отличие от гармонического ряда, у которого все слагаемые берутся со знаком «+», ряд
{\displaystyle \sum _{n=1}^{\infty }{\frac {(-1)^{n+1}}{n}}\;=\;1\,-\,{\frac {1}{2}}\,+\,{\frac {1}{3}}\,-\,{\frac {1}{4}}\,+\,{\frac {1}{5}}\,-\,\cdots }
сходится по признаку Лейбница. Поэтому говорят, что такой ряд обладает условной сходимостью.
Его сумма равна натуральному логарифму 2:
{\displaystyle 1\,-\,{\frac {1}{2}}\,+\,{\frac {1}{3}}\,-\,{\frac {1}{4}}\,+\,{\frac {1}{5}}\,-\,\cdots \;=\;\ln 2.}
Эта формула — частный случай ряда Меркатора, то есть ряда Тейлора для натурального логарифма.
Похожий ряд может быть получен из ряда Тейлора для арктангенса:
{\displaystyle \sum _{n=0}^{\infty }{\frac {(-1)^{n}}{2n+1}}\;\;=\;\;1\,-\,{\frac {1}{3}}\,+\,{\frac {1}{5}}\,-\,{\frac {1}{7}}\,+\,\cdots \;\;=\;\;{\frac {\pi }{4}}.}
Это соотношение известно как ряд Лейбница.

### Случайный гармонический ряд
В 2003 году изучены свойства случайного ряда
{\displaystyle \sum _{n=1}^{\infty }{\frac {s_{n}}{n}},}
где {\displaystyle s_{n}} — независимые, одинаково распределённые случайные величины, которые принимают значения +1 и −1 с одинаковой вероятностью ½. Показано, что этот ряд сходится с вероятностью 1, и сумма ряда есть случайная величина с интересными свойствами. Например, функция плотности вероятности, вычисленная в точках +2 или −2, имеет значение:
0,124 999 999 999 999 999 999 999 999 999 999 999 999 999 7642…,
отличаясь от ⅛ на менее чем 10−42.

### «Истончённый» гармонический ряд
См. Ряд Кемпнера
Если рассмотреть гармонический ряд, в котором оставлены только слагаемые, знаменатели которых не содержат цифры 9, то окажется, что оставшийся ряд сходится, и его сумма меньше 80. Позже была найдена более точная оценка, ряд Кемпнера сходится к {\displaystyle 22{,}92067661926415034816} (последовательность A082838 в OEIS). Более того, доказано, что если оставить слагаемые, не содержащие любой заранее выбранной последовательности цифр, то полученный ряд будет сходиться. Из этого можно сделать ошибочное заключение о сходимости исходного гармонического ряда, что не верно, поскольку с ростом разрядов в числе {\displaystyle n} всё меньше слагаемых берётся для суммы «истончённого» ряда. То есть, в конечном счёте отбрасывается подавляющее большинство членов, образующих сумму гармонического ряда, чтобы не превзойти ограничивающую сверху геометрическую прогрессию.